# NGC 196
NGC 196 est une galaxie lenticulaire située dans la constellation de la Baleine. NGC 196 a été découverte par l'astronome germano-britannique William Herschel en 1790.

## Caractéristiques
Sa vitesse par rapport au fond diffus cosmologique est de 3 897 ± 24 km/s, ce qui correspond à une distance de Hubble de 57,5 ± 4,0 Mpc (∼188 millions d'al).
À ce jour, une mesure non basée sur le décalage vers le rouge (redshift) donnent une distance d'environ 72,9 Mpc (∼238 millions d'al), ce qui est à l'extérieur des valeurs de la distance de Hubble. Notons cependant que c'est avec la valeur moyenne des mesures indépendantes, lorsqu'elles existent, que la base de données NASA/IPAC calcule le diamètre d'une galaxie et qu'en conséquence le diamètre de NGC 196 pourrait être d'environ 22,5 kpc (∼73 400 al) si on utilisait la distance de Hubble pour le calculer.
NGC 196 présente une large raie HI.

## Groupe de NGC 192
NGC 196 fait partie du groupe de NGC 192. Ce groupe de galaxies comprend au  moins 5 autres galaxies : NGC 173,  NGC 192, NGC 197, NGC 201 et NGC 237.
Avec les galaxies NGC 192, NGC 197 et NGC 201 elle forme le groupe compact de Hickson HCG 7.